# Nina Engel
Nina Engel (Hildesheim, 25 april 2003) is een Duits handbalster die als verdedigster uitkomt voor HSG Bensheim/Auerbach.

## Biografie

### Clubcarrière
Engel begon met handballen bij Hagener SV. Via het jeugdteam HG Bremerhaven kwam ze in de jeugd van Werder Bremen terecht. In het seizoen 2019/20 maakte ze haar debuut in de tweede klasse van Duitsland. Vanaf het seizoen 2022/23 handbalde ze in de Bundesliga voor Sport-Union Neckarsulm. In de zomer van 2024 maakte ze de overstap naar competitiegenoot HSG Bensheim/Auerbach.

### Interlandcarrière
Met het Duitse junioren handbalteam nam ze deel aan EK -19 in 2021 en WK -20 in 2022. Op laatstgenoemde was Engel de meest succesvolle Duitse doelpuntenmaakster met 44 doelpunten, wat goed was voor de achtste plaats in de topscorerslijst van het toernooi. Op 24 oktober 2024 maakte Engel haar debuut voor het Duitse handbalteam. Een maand later werd ze opgenomen in de Duitse selectie voor het EK handbal. In een voorrondewedstrijd was Engel topscoorster voor de Duitsers en werd ze na afloop uitgeroepen tot player of the match.

## Onderscheidingen
- Achtste plaats - EK -19 (2021)
- Zevende plaats - WK -20 (2022)